# Limonia bougainvilleana
Limonia bougainvilleana là một loài ruồi trong họ Limoniidae. Chúng phân bố ở miền Australasia.